# Geogamasus diffindentis
Geogamasus diffindentis är en spindeldjursart som beskrevs av Wolfgang Karg 1997. Geogamasus diffindentis ingår i släktet Geogamasus och familjen Ologamasidae. Inga underarter finns listade i Catalogue of Life.